# Gebäude der Landespolizeidirektion Thüringen
Das monumentale Gebäude der Landespolizeidirektion Thüringen an der Andreasstraße in Erfurt wurde von 1937 bis 1939 als Erweiterungsbau für das am Domplatz gelegene Amts- und Landgericht errichtet. Der Architekt Wilhelm Pook baute es in überwiegend neobarockem Stil, es ist architektonisch ein typischer Vertreter preußischer Staatsarchitektur im Nationalsozialismus.
Ab 1948 wurde das Gebäude als Wirtschaftsministerium des Landes Thüringen, ab 1952 von der Volkspolizei und ab Ende der 1950er Jahre als Bezirksverwaltung Erfurt des Ministeriums für Staatssicherheit genutzt. Seit 1990 ist es Sitz der Landespolizeidirektion Thüringen und der Polizeidirektion Erfurt.

## Lage

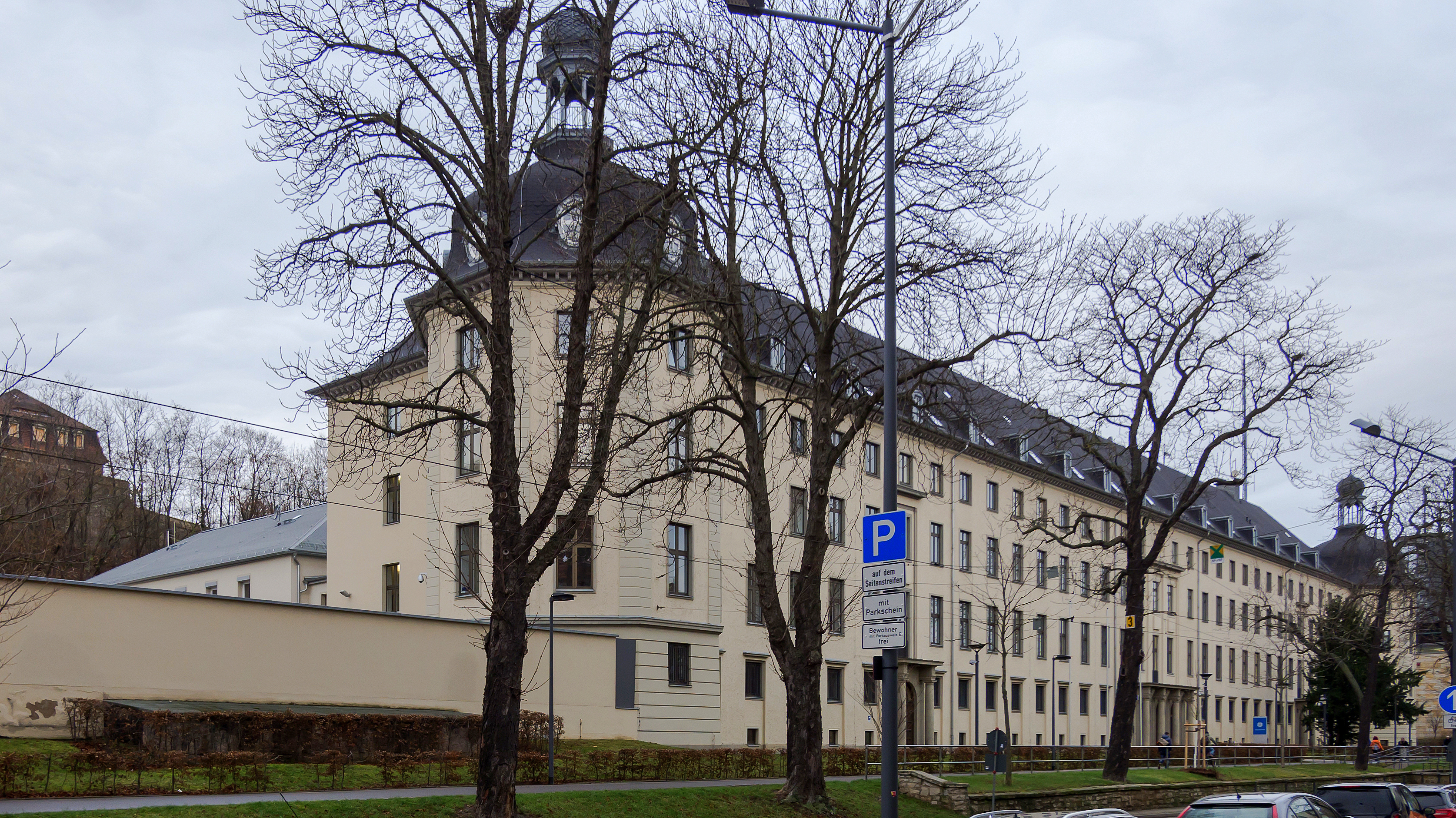
Polizeigebäude Andreasstraße 38 (Erbaut 1937–39, Foto 2015)

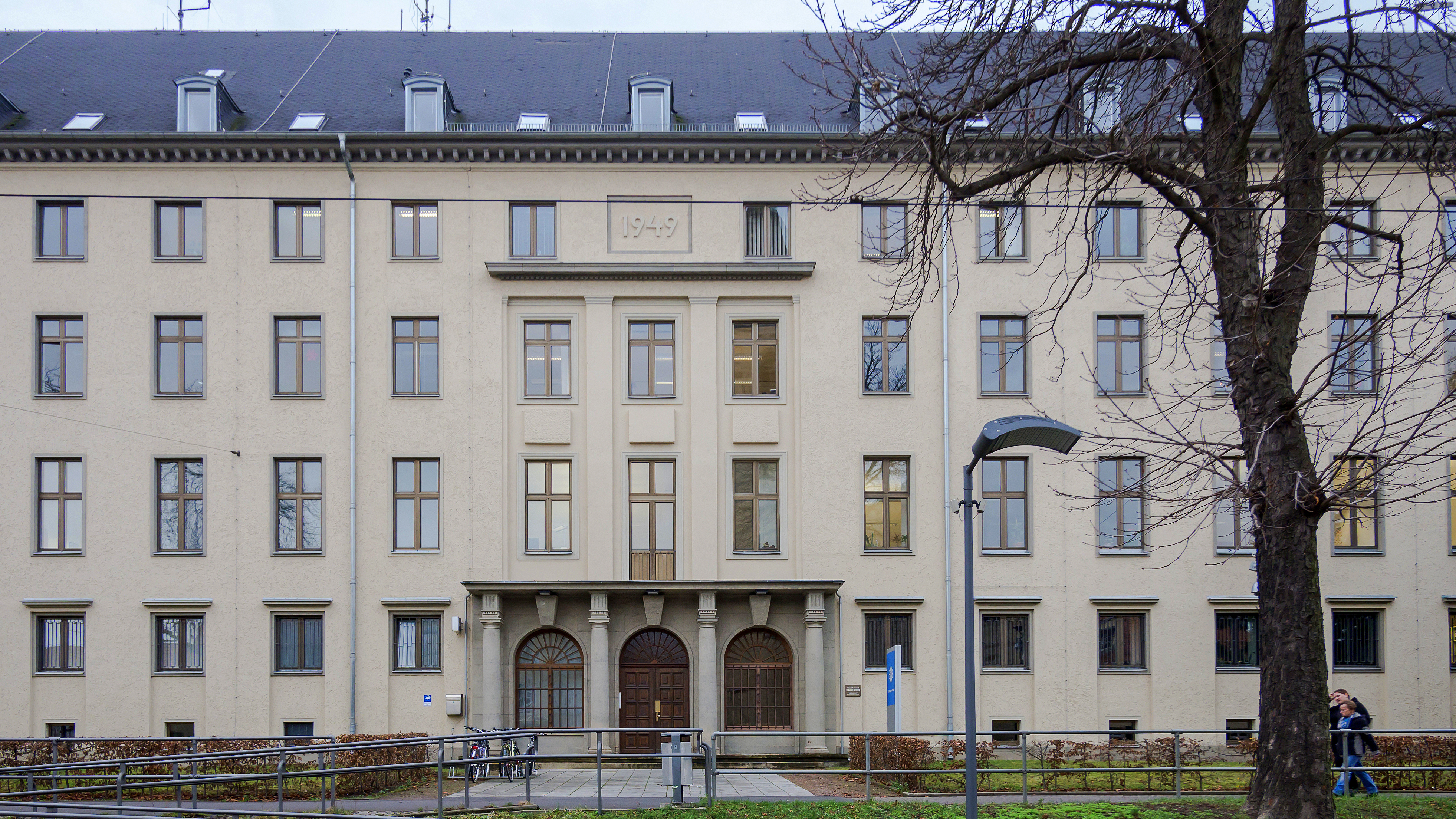
Polizeigebäude Andreasstraße 38 (Foto 2015)

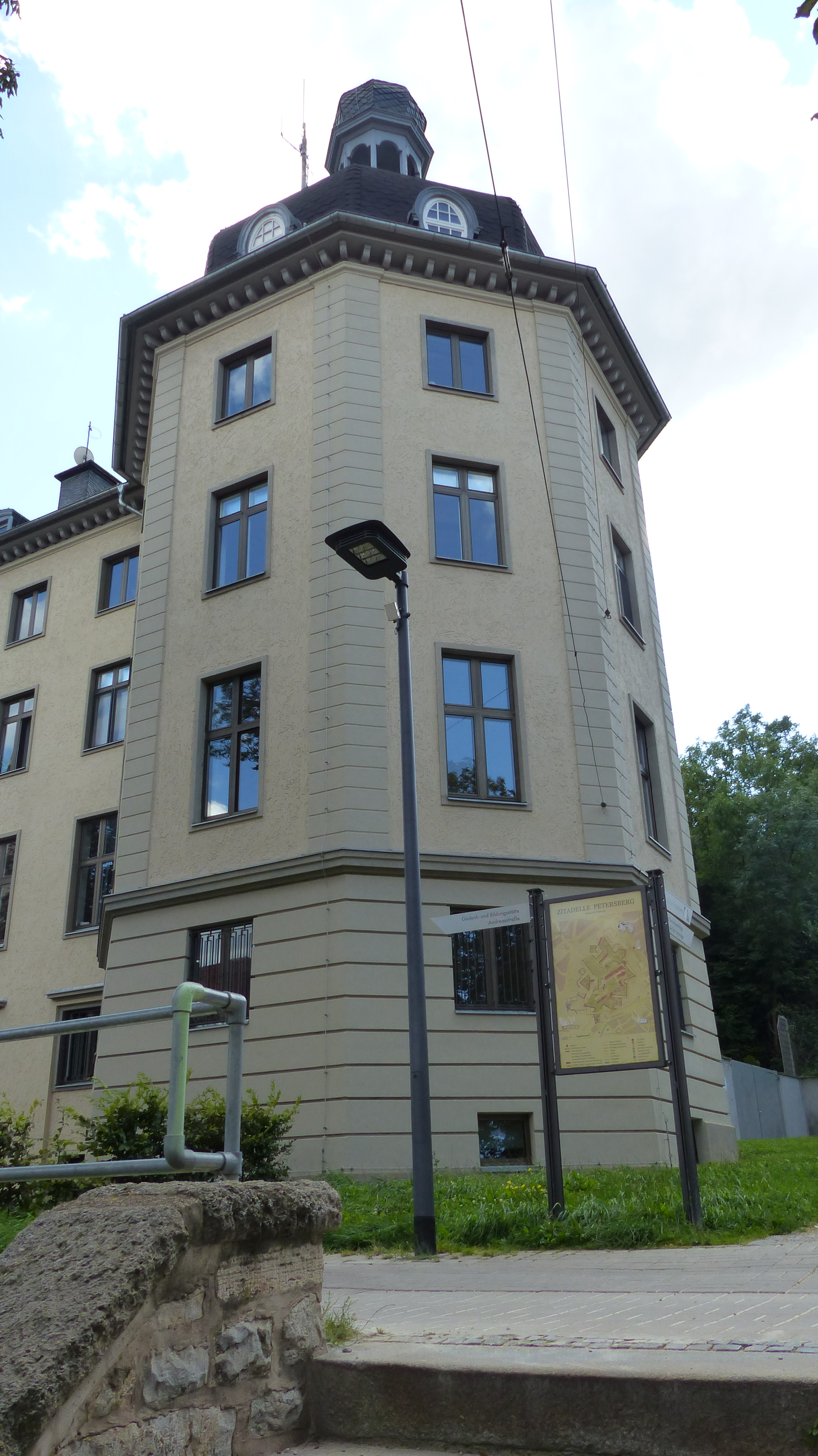
Eckturm des Polizeigebäudes Andreasstraße 38 (Foto 2014)

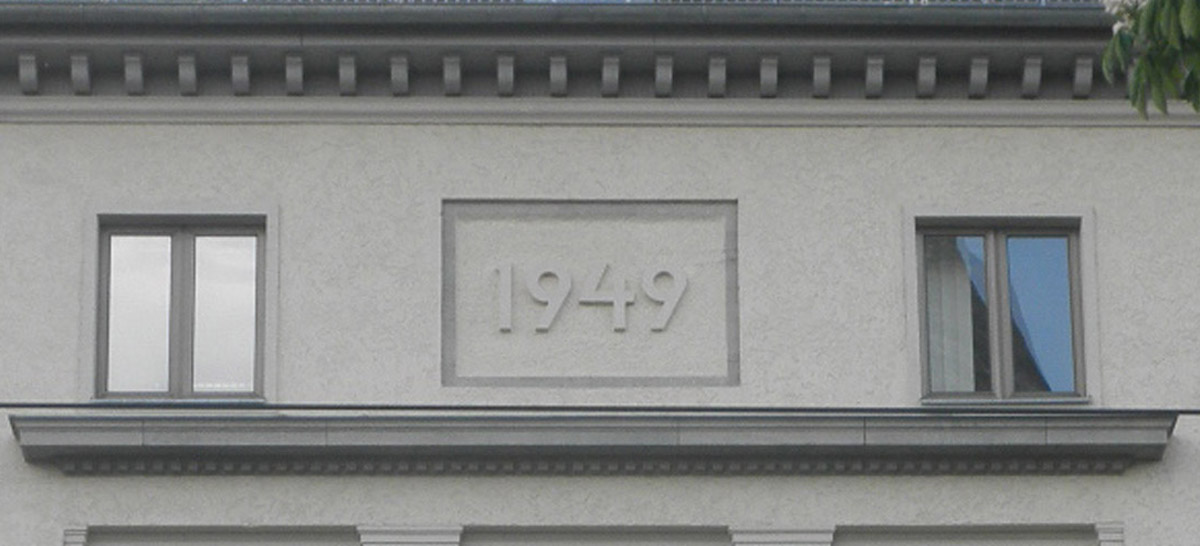
Tafel "1949" (anstelle eines früheren Hoheits-Adler-Reliefs) am jetzigen Polizeigebäude (2016)

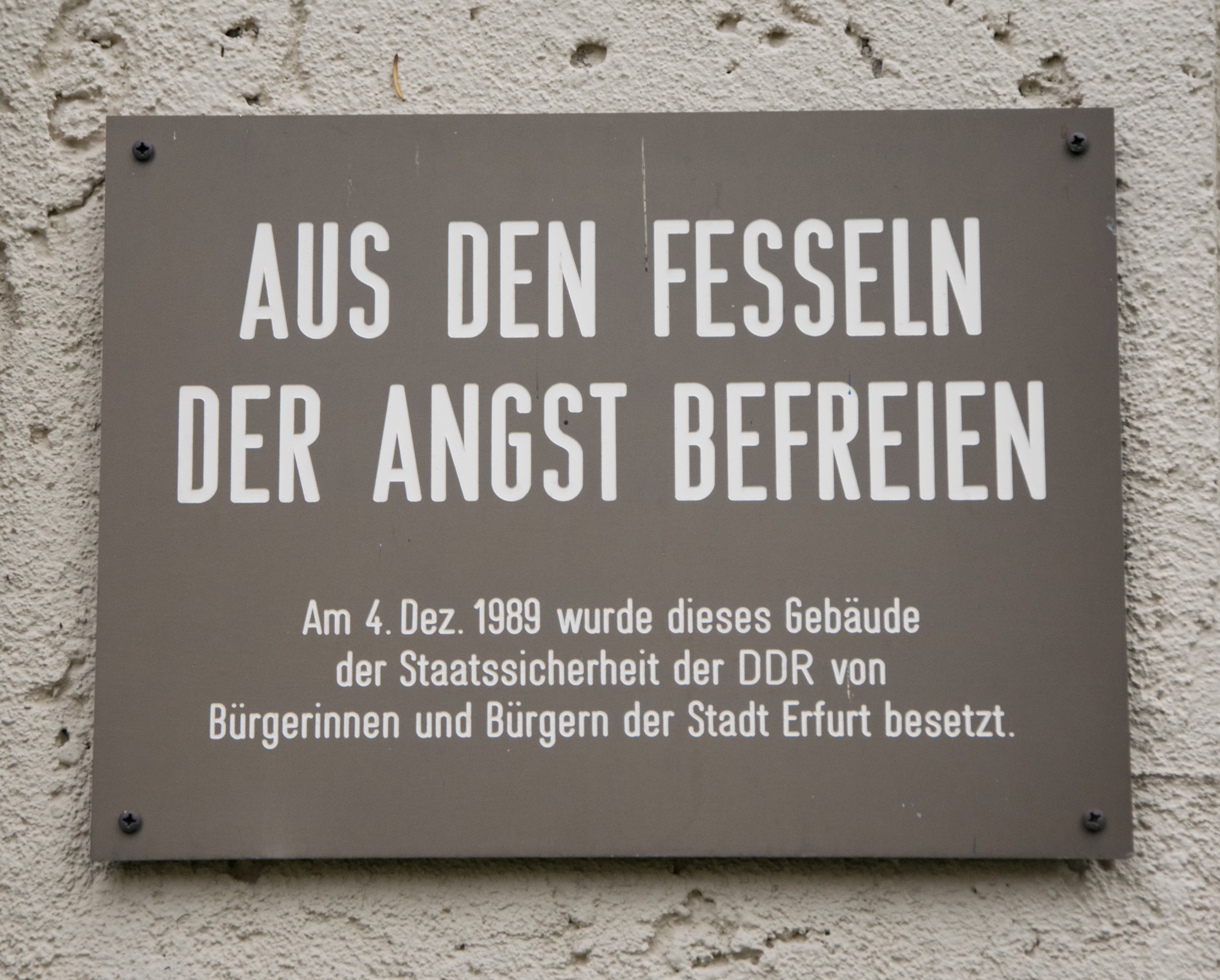
Gedenkschild an Polizeigebäude Andreasstraße 38 (Foto 2015)

Das langgestreckte Gebäude liegt am Fuße des Erfurter Petersbergs, in der südlichen Hälfte der Andreasstraße (Nr. 38) auf deren Westseite. Südlich von ihm schließt sich in Backsteinbauweise das ehemalige Gefängnis (1878) an, darin die heutige Gedenk- und Bildungsstätte Andreasstraße der Stiftung Ettersberg. Nördlich der Polizeidirektion befinden sich Gebäude der Deutschen Telekom. Gegenüber, auf der anderen Straßenseite, liegt die Andreaskirche.

## Bau- und Nutzungsgeschichte
Für das 1879 vollendete Gerichtsgebäude am Domplatz wurde aus Kapazitätsgründen in den 1930er Jahren ein Erweiterungsbau notwendig. Dieser sollte in der Nachbarschaft in der Andreasstraße, jenseits des Gefängnisses entstehen. Die hier – am "Schusterberg" – liegende ehemalige Kaserne 4 des Erfurter Infanterie-Regiments Nr. 71 wurde abgetragen. Ein Foto in einer Zeitung von März 1937 zeigt noch die Kaserne und südlich davon ein Wohnhaus. Mit dem großen Erweiterungsbau wurde der Architekt Wilhelm Pook beauftragt, der bereits seit 1936 das repräsentative, neue preußische Regierungsdienstgebäude in der Hindenburgstraße, der heutigen Arnstädter Straße, errichtete. Der Bau in der Andreasstraße erfolgte von 1937 bis 1939. Im August 1939 wurde das eindrucksvolle, über 100 Meter lange Bauwerk "mit Putz auf Backsteinen", in der Presse als fast fertig geschildert, ein Foto zeigt noch offene Fenster und Baugerüste.
1944 beauftragte der damalige Oberbürgermeister Walter Kießling den bei der Stadtbibliothek angestellten Fotografen Georg Aderhold mit professionellen, systematischen Fotos der Erfurter Altstadt – wohl auch in Erwartung von deren Zerstörung durch die einsetzenden Luftangriffe auf Erfurt. Auf drei Fotos von August bis Oktober 1944 erkennt man gut den – jedenfalls äußerlich – fertiggestellten imposanten "Behördenbau". Ob er als markantes Gebäude die häufigen Luftangriffe und den Artilleriebeschuss im April 1945 unbeschadet überstanden hat, und wie er während des Krieges und in der unmittelbaren Nachkriegszeit zur Zeit der amerikanischen und sowjetischen Besatzungszone (SBZ) genutzt worden ist, ist nur teilweise belegt. Von einem kompetenten Erfurter Zeitzeugen erfährt man: im Keller befand sich im Krieg das Flugwachkommando (FluKo) für Erfurt. In anderen Etagen des damals so genannten "Justiz-Neubaus", des "Neubaus des Landgerichts", waren ab Februar 1944 bis zu 70 % seiner Kapazität Möbel von Ausgebombten sichergestellt. Das berichteten der "Sonderbeauftragte für die Möbelbergung" und sein Amt am 10. März und am 23. Mai 1944 an den Oberbürgermeister.
Im Juli 1945 sperrte die sowjetische Geheimpolizei "Scharen politischer Gefangener" in dem Gebäude ein. Danach wurde es unter anderem durch das "Staatliche Verbrauchskontor", ab 1948 durch das Wirtschaftsministerium des Landes Thüringen genutzt, und ab 1952 durch die Bezirksverwaltung Erfurt des Ministeriums für Staatssicherheit der DDR. Ein Foto von 1952 zeigt in Großformat über alle sechs Fenster über dem Hauptportal ein Stalin-Plakat oder -Tuch. Im November 1989 wurde die Behörde auch in Erfurt umbenannt in "Amt für Nationale Sicherheit" (AFNS). Ab 4. Dezember 1989, während der Friedlichen Revolution, wurde das "Stasi-Gebäude" (und das benachbarte Untersuchungsgefängnis) als erstes seiner Art in der DDR von Demonstranten besetzt, die damit vor allem die weitere Vernichtung von Unterlagen des Staatssicherheitsdienstes unterbanden. An diese Aktion erinnert eine kleine Gedenktafel rechts vom Haupteingang des Gebäudes: "AUS DEN FESSELN DER ANGST BEFREIEN". Am 4. Dezember 1989 wurde dieses Gebäude der Staatssicherheit der DDR von Bürgerinnen und Bürgern der Stadt Erfurt besetzt". Seit 1990 dient das Bauwerk als Sitz der Landespolizeidirektion Thüringen und der Polizeidirektion Erfurt.
"Das Verwaltungsgebäude ist mit seiner Bau- und Nutzungsgeschichte ein Sachzeugnis der deutschen Geschichte des 20. Jahrhunderts und der gesellschaftlichen Umbrüche dieser Zeit". Das  Bauwerk stammt aus der Zeit des Nationalsozialismus und nicht von "1949", was man beim Lesen einer entsprechenden großen, weithin sichtbaren Tafel (Größe von zwei Fenstern im dritten Obergeschoss) aus der DDR-Zeit hoch über dem Eingangsportal denkt, und was sich im Bewusstsein der Erfurter Bevölkerung so verankert hat. Die tatsächliche Baugeschichte ist ihr mangels Aufklärung weitgehend unbekannt.

## Architektur
Die folgende Schilderung erfolgt in weit gehender Anlehnung an das Denkmalverzeichnis des Freistaats Thüringen.
Der unter Denkmalschutz stehende Bau ist "ein bedeutender Vertreter der Verwaltungs- und Staatsarchitektur der 1930er bis 1940er Jahre. Historische Gestaltung und Bauelemente sind außen und innen weitgehend authentisch erhalten".
Dem ursprünglich eher nüchternen Entwurf des Architekten Wilhelm Pook wurden nach Intervention des Regierungspräsidenten des Regierungsbezirks Erfurt, Otto Weber und des preußischen Justizministeriums in Berlin, historisierende, überwiegend neobarocke Elemente hinzugefügt.
So entstand von 1937 bis 1939 an der Erfurter Andreasstraße ein repräsentativer, über 100 Meter langer, breitgelagerter, viergeschossiger Mauerwerk-Putzbau mit Walmdach, flankiert von zwei Ecktürmen.
Das Hauptgebäude trägt ein – ursprünglich schiefergedecktes – Walmdach (jetzt Schieferimitat) mit Reihen von je 17 schmalen Gauben auf der Vorder- und der Rückseite (zwischen ihnen später Dachfenster eingefügt). Die Fassade, mit einem Hauptportal und zwei Nebenportalen, ist symmetrisch gegliedert und weist 34 Fensterachsen auf. Sowohl die drei mittleren Achsen, als auch die Achsen in den Viertelspunkten der Fassade sind mit Pilastergliederungen und einem Säulenportikus, ähnlich wie Risalite gegliedert. Auch die anderen Fensterachsen sind durch schlichte Gliederungen sparsam gestaltet. Die Erdgeschossfenster sitzen gemeinsam mit den Kellerfenstern in einem Blendfeld, das oben durch einen profilierten Sturz abgeschlossen wird. Die Fenster der oberen Geschosse sind mit einer schmalen Putzfasche eingefasst. An den Fenstergrößen sind auch die hierarchisch gestaffelten, unterschiedlichen Geschosshöhen ablesbar: das erste Obergeschoss zeigt die höchsten Fenster, nach oben und unten nimmt die Fensterhöhe ab. An der Nordseite ist noch ein bauzeitliches Kastenfenster vorhanden, alle anderen Fenster sind in den 1980er Jahren in Aluminium eingebaut worden. Das gesamte Gebäude wird an der Traufe von einem Konsolfries umzogen. Die – kaum einsehbare – Rückseite des Haupttraktes ist betont einfach gestaltet. Das Gebäude hat Stahlbetondecken.
Die beidseitigen Ecktürme auf oktogonalem Grundriss sind dem Haupttrakt etwas vorgestellt. Besonders sie sind, einschließlich ihrer Detailgestaltung, für das neobarocke Erscheinungsbild des Bauwerkes verantwortlich. Die Türme sind mit einem genuteten Sockelverputz, einer geputzten Eckquaderung sowie einer geschweiften, ursprünglich geschieferten, Dachhaube mit Ovalfenstern und Laterne versehen. Die Stockwerke und Fenster der Ecktürme befinden sich auf gleicher Höhe wie beim Haupttrakt.
Hoch über dem Hauptportal, unter der Dachtraufe, erkennt man eine weithin sichtbare große Inschrift "1949". Sie steht nach Auskunft des Landesamts für Denkmalpflege ebenso unter Denkmalschutz, wie das gesamte Gebäude. 1949 war das Jahr der DDR-Gründung, diese mögliche Erklärung ist jedoch nirgendwo am oder im Gebäude zu finden. Zog man eine Parallele zum nahezu zeitgleich und in ähnlicher Dimension entstandenen "Preußischen Regierungsdienstgebäude" (heute Fraktionsgebäude des Thüringer Landtags) in der  Arnstädter Straße, so sollte sich an dieser Stelle bis zum Ende des "Dritten Reiches" ein Hoheitsadler befunden haben. Diese Annahme bestätigt sich bei Lupenbetrachtung eines Fotos des Gebäudes in der Andreasstraße von Oktober 1944: Großes Adler-Relief anstelle der jetzigen Zahl "1949".
Über den sicherheitsrelevanten Innenaufbau des jetzigen Polizeigebäudes konnte das Thüringische Landesamt für Denkmalpflege und Archäologie keine Auskunft geben.